# ريكاردو لابوردي
ريكاردو لابوردي (بالإسبانية: Ricardo Laborde)‏ (16 فبراير 1988 بكارتاهينا في كولومبيا - ) هو لاعب كرة قدم كولومبي في مركز الوسط. شارك مع منتخب كولومبيا تحت 20 سنة لكرة القدم. أما مع النوادي، فقد لعب مع أتليتيكو هويلا وأنورثوسيس فاماغوستا ونادي أكاديميكا كويمبرا ونادي كراسنودار ونادي لوغانو وAcademia F.C. ‏ ونادي ناوتيكو.

## وصلات خارجية
- ريكاردو لابوردي على موقع الاتحاد الأوربي (الإنجليزية)
- ريكاردو لابوردي على موقع إي إس بي إن إف سي (الإنجليزية)
- ريكاردو لابوردي على موقع قاعدة بيانات كرة القدم.إي يو (الإنجليزية)
- ريكاردو لابوردي على موقع Soccerway.com (الإنجليزية)
- ريكاردو لابوردي على موقع عالم كرة القدم.نت (الإنجليزية)
- ريكاردو لابوردي على موقع AS.com (الإسبانية)